# Fonds turcique d'investissement
 (mai 2024).
La mise en forme du texte ne suit pas les recommandations de Wikipédia : il faut le « wikifier ».
Les points d'amélioration suivants sont les cas les plus fréquents. Le détail des points à revoir est peut-être précisé sur la page de discussion.
- Les titres sont pré-formatés par le logiciel. Ils ne sont ni en capitales, ni en gras.
- Le texte ne doit pas être écrit en capitales (les noms de famille non plus), ni en gras, ni en italique, ni en « petit »…
- Le gras n'est utilisé que pour surligner le titre de l'article dans l'introduction, une seule fois.
- L'italique est rarement utilisé : mots en langue étrangère, titres d'œuvres, noms de bateaux, etc.
- Les citations ne sont pas en italique mais en corps de texte normal. Elles sont entourées par des guillemets français : « et ».
- Les listes à puces sont à éviter, des paragraphes rédigés étant largement préférés. Les tableaux sont à réserver à la présentation de données structurées (résultats, etc.).
- Les appels de note de bas de page (petits chiffres en exposant, introduits par l'outil «  Source ») sont à placer entre la fin de phrase et le point final[comme ça].
- Les liens internes (vers d'autres articles de Wikipédia) sont à choisir avec parcimonie. Créez des liens vers des articles approfondissant le sujet. Les termes génériques sans rapport avec le sujet sont à éviter, ainsi que les répétitions de liens vers un même terme.
- Les liens externes sont à placer uniquement dans une section « Liens externes », à la fin de l'article. Ces liens sont à choisir avec parcimonie suivant les règles définies. Si un lien sert de source à l'article, son insertion dans le texte est à faire par les notes de bas de page.
- La présentation des références doit suivre les conventions bibliographiques. Il est recommandé d'utiliser les modèles {{Ouvrage}}, {{Chapitre}}, {{Article}}, {{Lien web}} et/ou {{Bibliographie}}. Le mode d'édition visuel peut mettre en forme automatiquement les références.
- Insérer une infobox (cadre d'informations à droite) n'est pas obligatoire pour parachever la mise en page.

Pour une aide détaillée, merci de consulter Aide:Wikification.
Si vous pensez que ces points ont été résolus, vous pouvez retirer ce bandeau et améliorer la mise en forme d'un autre article.

Bagdad Amreyev, président du Fonds turcique d'investissement

Le Fonds turcique d'investissement, est un fonds d'investissement créé par les membres de l'Organisation des États turciques  le 16 mars 2023. C'est l'institution financière de l'Organisation des États turciques. Il sera géré depuis Istanbul.  Les fonds serviront à financer les PME des pays membres, à assurer des cofinancements avec des organisations nationales et internationales, à augmenter la capacité de production des pays membres, à renforcer les infrastructures numériques et à soutenir des projets de développement dans divers secteurs. Son président est Bagdad Amreyev.

## Objectifs
Le fonds soutiendra principalement les petites et moyennes entreprises (PME) en leur apportant un financement via les actifs du Fonds ainsi que d’autres institutions financières compétentes. Les priorités du Fonds seront de favoriser l'entrepreneuriat, la croissance, la création d'emplois, la recherche et l'innovation, ainsi que le développement socio-économique des États membres. Le Fonds soutiendra les domaines suivants : 
- Agriculture (agroalimentaire, agro-industrie, etc.),
- Logistique et transport,
- Efficacité énergétique, énergies renouvelables et alternatives,
- Projets industriels dans le secteur manufacturier (textile, véhicules automobiles, produits pharmaceutiques et équipements médicaux, équipements aéronautiques, produits chimiques, etc.),
- Technologies de l'information et de la communication,
- Tourisme,
- Projets d'infrastructure,
- Projets de Partenariat public-privé,
- Développement humain (éducation, santé, centres de recherche, etc.)
- Industries créatives (économie numérique, activités culturelles, musique, cinéma, design, etc.)
- Actions en faveur de l'environnement naturel et urbain (eau, déchets, transports urbains, etc.).

## Budget
Le capital du fonds est couvert par 5 États et s'élève à 500 millions de dollars. Le fond, dans lequel la Turquie, ainsi que le Turkménistan, le Kazakhstan, l'Azerbaïdjan et l'Ouzbékistan sont investisseurs, a été divisé en 10 000 actions. Chaque État a 2 000 actions,.